# 藝術語言
藝術語言（英語：或）是指一種基於藝術的樂趣或娛樂性而發明的人造語言。許多的藝術語言都是為了架空世界所發明，較廣為人知的藝術語言有J. R. R. 托爾金的中土世界和星艦迷航記的克林貢語和冰與火之歌的瓦雷利亞語。
藝術語言中也有流派之分，其中最重要的就是「自然語言派」。自然語言派的人嘗試模仿自然語言的複雜性，給予這些語言豐富的歷史背景，使他們發明創造的藝術語言更像一種自然語言。

## 歷史
已知最早的是J. R. R. 托爾金創造的阿爾達的語言，出現在《哈比人歷險記》、《魔戒》及《精靈寶鑽》等作品。
1980年代由Marc Okrand為星艦迷航記創造的克林貢語可能是最多人學習的藝術語言，有許多克林貢語的書籍出版，包括據稱是「原文」的《哈姆雷特》，谷歌等網站有此語言選項，並曾經有一位母語使用者。
2009年電影阿凡達中請來保羅·弗朗莫創造了納美語。2011年開始播出的權力遊戲則找來大衛·J·彼得森創造了瓦雷利亞語言和多斯拉其語。

## 創作考量
藝術語言通常為了特定的作品設計，常會受創作者的美學影響，例如昆雅語模仿了托爾金喜愛的芬蘭語音韻。此外，創作時也常考量架空世界中使用語言的文化特性，例如克林貢語使用較粗硬的發音，並故意使用和地球上少見的語序。
與設計語言和國際輔助語不同的是，藝術語言通常被設計成近似自然語言，擁有較不規則的文法。

## 另見
- 人工語言
- 虛構語言

## 外部連結
- Zompist.com （页面存档备份，存于）
- A Constructed Languages Library（页面存档备份，存于）
- Conlang Profiles at Langmaker.com
- Audience, Uglossia and CONLANG（页面存档备份，存于） 作者為 Sarah L. Higley

### 人工語言或藝術語言的 Wiki
- ConlangWiki - 與人造語言和人造語言文化之主題有關的 wiki 系統
- Conlang Wikicity
- FrathWiki （页面存档备份，存于）
- Unilang.org - 語言的資料庫，包括一些語言學相關資料